# Cyanoramphus ulietanus
Il parrocchetto di Raiatea (Cyanoramphus ulietanus) è un uccello estinto della famiglia degli Psittaculidi.

## Descrizione
Raggiungeva una lunghezza di 25 cm. La testa era di color marrone cioccolata; il becco, dalla punta nera, era grigio-bluastro; il dorso e le ali erano marroni; la parte inferiore del dorso e la coda esibivano una tinta marrone rossiccia; sul sottoala, le copritrici e le altre penne erano viola-grigiastre; il petto, l'addome e il sottocoda erano giallo ocra; le remiganti mediane erano marrone-oliva e le altre grigio-bluastre; i piedi erano marrone-grigiastri e gli occhi arancioni.

## Distribuzione
Viveva solamente a Raiatea (nelle Isole della Società), probabilmente nelle foreste.

## Estinzione
Nei musei di tutto il mondo vi sono solamente due esemplari conservati di parrocchetto di Raiatea. La data della loro cattura, comunque, è piuttosto controversa. Erwin Stresemann (1950) e James C. Greenway (1958) ritenevano che risalissero al 1773 o al 1774, ma nel 1979 l'ornitologo neozelandese David G. Medway, sulla base di quanto affermato nel diario di viaggio di Joseph Banks, propose che entrambi gli esemplari fossero stati catturati nel novembre 1777 nel corso del terzo viaggio di James Cook. Oggi questi esemplari si possono vedere al Natural History Museum di Londra e al Naturhistorisches Museum di Vienna. Le ragioni della scomparsa di questa specie rimangono ignote. Si presume che la deforestazione e l'introduzione di specie alloctone, come i ratti, abbiano giocato un ruolo importante nella sparizione. L'unico dato certo è che il parrocchetto di Raiatea sia scomparso poco dopo essere stato scoperto.